# Марија (филм из 2024)
Марија (енгл. Maria) је биографска психолошка драма из 2024. о оперској певачици Марији Калас. Режију потписује Пабло Лараин, по сценарију Стивена Најта, док насловну улогу тумачи Анџелина Џоли. Произведен је у међународној копродукцији између Италије, Немачке и Сједињених Америчких Држава. Трећи је филма Лараина о знаменитим женама 20. века, након филмова Џеки (2016) и Спенсер (2021).
Премијера је приказана 29. августа 2024. на Филмском фестивалу у Венецији где се такмичио за награду Златни лав и добио позитивне рецензије критичара, који су посебно похвалили глуму Џолијеве. Од 27. новембра 2024. приказиван је у одабраним биоскопима, након чега је 11. децембра приказан на платформи Netflix.

## Радња
Радња филма смештена је 1970-их током последњих година Марије Калас када је живела у Паризу.

## Улоге
| Глумац               | Улога                   |
| -------------------- | ----------------------- |
| Анџелина Џоли        | Марија Калас            |
| Пјерфранческо Фавино | Ферућио                 |
| Алба Рорвахер        | Бруна                   |
| Халук Билгинер       | Аристотел Оназис        |
| Коди Смит Макфи      | Мандракс                |
| Стивен Ешфилд        | Џефри Тејт              |
| Валерија Голино      | Јакинти Калас           |
| Каспар Филипсон      | Џон Кенеди              |
| Алесандро Бресанело  | Ђовани Батиста Менегини |